# Quando tu non mi vedi
Quando tu non mi vedi è il ventesimo album di Cristiano Malgioglio.

## Descrizione
L'album è stato anticipato dal singolo Pelame (versione spagnola, in chiave dance, del brano Sbucciami del 1979) cantato con gli M5.
Il primo brano Canzone argentina è stato scritto insieme a Corrado Castellari ed è presente anche in versione spagnola Cancion argentina.
Questa vida loca, brano di Francisco Cespedes (dal titolo Vida loca) adattato in italiano da Cristiano Malgioglio, sarà ripreso e cantato da Mina (col titolo Questa vita loca) nel suo album Facile del 2009.
Oltre a Questa vida loca, nell'album sono presenti altre nove cover: Ansietà, adattamento in italiano di Ansiedad, un bolero di Atilio Bruni e Ernesto Cortazar, inciso nel 1945 dal cantante argentino Hugo del Carril per la colonna sonora del film El socio; È la mia vita, adattamento di É Minha Vida del duo brasiliano Zezé Di Camargo & Luciano; Mi inganni, versione italiana di Missing you del cantante greco Yiorgos Mazonakis; Aïcha, adattamento del successo internazionale del cantante algerino Khaled (che Malgioglio aveva già interpretato nel suo album Ho dimenticato di baciare la sposa del 2000); Cuando acaba el placer, cover del successo del cantautore brasiliano Alexandre Pires do Nascimento, in arte Alexandre Pires; Dove va il cuore senza te, adattamento di Dando Tumbos della cantautrice spagnola Rosana Arbelo Gopar, in arte Rosana; Io ti amo, tu mi piaci, adattamento in italiano di Além da cama, successo della cantante brasiliana Alcione Dias Nazareth, in arte semplicemente Alcione; Cuando es amor, cover del successo del gruppo brasiliano Só Pra Contrariar; Caro Berlusconi, già cantata nel disco Futtetenne del 1992, che a sua volta era il rifacimento del brano Caro direttore uscito nell'album Artigli del 1981; Pelame, auto cover di Sbucciami in versione spagnola.
Infine da segnalare il simpatico brano Platinette en flor scritto e dedicato a Platinette.

## Tracce
1. Canzone Argentina (C. Malgioglio, Corrado Castellari, M. Castellari)
2. Ansietà (Ansiedad) (duetto con Paulo F.G.) (A. Bruni, C. Malgioglio)
3. Quando tu non mi vedi (C. Malgioglio, C. Castellari)
4. È la mia vita (È Minha Vida) (Z. De Camargo, Luciano, C. Malgioglio)
5. Eleonora (C. Malgioglio, C. Castellari)
6. Mi inganni (Missing You) (A. Pappas, N. Terzis, Bacallao, C. Malgioglio)
7. Questa vida loca (Vida Loca) (F. Céspedes, C. Malgioglio)
8. Adesso mi chiedo (C. Malgioglio, C. Castellari)
9. Aïcha (Khaled, Jean-Jacques Goldman) (testo italiano di C. Malgioglio)
10. Cuando acaba el placer (C. Rouque, S. Caetano, N. Mano)
11. Dove va il cuore senza te (Dando Tumbos) (R. Arbelo, C. Malgioglio)
12. Io ti amo tu mi piaci (Além da cama) (P. Mihail, M. Sullevan, C. Molla, C. Malgioglio)
13. Cuando es amor (C. Rouque, C. Moraes, N. Mano)
14. Abbandono (C. Malgioglio, C. Castellari)
15. Platinette en flor (C. Malgioglio, C. Castellari)
16. Caro Berlusconi (C. Malgioglio, C. Castellari)
17. Cancion Argentina (spanish version) (C. Malgioglio, C. Castellari, M. Castellari)
18. Pelame (Sbucciami) (C. Malgioglio, C. Castellari, Bacallao, Capecchi, Pozo)